# Závadka (district de Michalovce)
Pour les articles homonymes, voir Závadka.
Závadka est un village de Slovaquie situé dans la région de Košice.

## Histoire
Première mention écrite du village en 1418.

## Démographie

### Évolution de la population
| Année:               | 1994. | 2004.   | 2014.   | 2024.   |
| -------------------- | ----- | ------- | ------- | ------- |
| Nombre de personnes: | 412   | 429     | 448     | 426     |
| Différence:          |       | +4,12 % | +4,42 % | -4,91 % |

| Année:               | 2023. | 2024.   |
| -------------------- | ----- | ------- |
| Nombre de personnes: | 423   | 426     |
| Différence:          |       | +0,70 % |

## Politique
| Nom       | Parti politique | Date de l'élection | Fin du mandat |
| --------- | --------------- | ------------------ | ------------- |
| Ján Varga | SMER            | 02.12.2006         | Déc. 2010     |